# Brøderbund
Brøderbund (även känd som Broderbund) var ett datorspelsföretag skapat av bröderna Doug and Gary Carlston 1980 i Eugene, Oregon, USA. Deras mest kända spel är möjligen Prince of Persia och Myst. De gav även ut Shufflepuck Café. Företaget köptes upp av The Learning Company 1998. Mattel köpte upp båda år 1999 för $3.6 miljarder. Idag används Brøderbund av Houghton Mifflin Harcourt för att publicera programvara.

## Referenslista
1. ↑  läs online, www.sec.gov , läst: 14 februari 2022.[källa från Wikidata]
2. 1 2  Broderbund Software (på engelska), Computer History Museum, 1998, läs online, läst: 13 februari 2022.[källa från Wikidata]
3. 1 2  CrunchBase, Crunchbase organisations-ID: broderbund-softwarecrunchbase, läst: 13 februari 2022.[källa från Wikidata]
4. 1 2  Universal Videogame List, 1998, UVL företags-ID: 285, läst: 13 februari 2022.[källa från Wikidata]
5. ↑  Moby Games, MobyGames företags-ID (föråldrad): brderbund-software-inc, läst: 14 februari 2022.[källa från Wikidata]
6. ↑  läs online, www.computerhope.com , läst: 14 februari 2022.[källa från Wikidata]
7. ↑  ”About Broderbund”. web.archive.org. 12 april 1997. Arkiverad från originalet den 12 april 1997. https://web.archive.org/web/19970412102027/http://www.broderbund.com/company/aboutbb.html. Läst 3 maj 2020.
8. ↑  ”The Learning Co. buys Broderbund | CNET News.com”. web.archive.org. 26 november 2004. Arkiverad från originalet den 26 november 2004. https://web.archive.org/web/20041126190952/http://news.com.com/The+Learning+Co.+buys+Broderbund/2100-1001_3-212529.html. Läst 3 maj 2020.
9. ↑  ”The investing game - Forbes.com”. web.archive.org. 5 december 2008. Arkiverad från originalet den 5 december 2008. https://web.archive.org/web/20081205130620/http://www.forbes.com/1998/12/15/feat.html. Läst 3 maj 2020.